# Топчибашев, Рашид-бек
Рашид бек Алимардан бек оглы Топчибашев  (азерб. Rəşid bəy Əlimərdan bəy oğlu Topçubaşov; 26 октября 1901, Тифлис — 17 декабря 1927, Париж) — один из студентов, отправленных решением парламента Азербайджанской Демократической Республики за границу для получения высшего образования за счёт государства, секретарь делегации правительства Азербайджана, направленной на Парижскую мирную конференцию (1919—1920). Сын Алимардан-бека Топчибашева.

## Жизнь
Рашид бек Топчибашев родился 26 октября 1900 года в городе Тифлис Российской империи.
В 1918 году окончил Бакинское реальное училище. По решению парламента Азербайджанской Демократической Республики от 1 сентября 1919 года был направлен во Францию, Парижский университет – для продолжения образования в области права. Был личным секретарем председателя делегации Азербайджанской Демократической Республики на Парижской мирной конференции.
В отчёте Специального представителя, командированного в 1921—1922 годах по поручению Председателя Совета Народных Комиссаров Наримана Нариманова для изучения положения азербайджанских студентов, получивших образование за счет государства после установления в Азербайджане советской власти, указывалось, что Топчибашев успешно продолжил свое образование. После оккупации Азербайджана Красной армией в апреле 1920 года и установления советской власти Рашид бек отказался от предложенной советским руководством страны стипендии и остался в Париже.
Скончался 18 сентября 1926 года во Франции, в возрасте 25 лет из-за туберкулёза.